# Acanthostichus kirbyi
Acanthostichus kirbyi é uma espécie de inseto do gênero Acanthostichus, pertencente à família Formicidae.